# 青茂／白朗古 (巴士總站)
青茂／白朗古（葡萄牙語：Qingmao / Gen. C. Branco），位於澳門台山區內的一個終點站，位於青茂口岸廣場近白朗古將軍大馬路的一側，新福利9A路線以本站為總站。

## 沿革

### 青茂口岸臨時站時期
- 配合珠澳口岸調整並放寬通關安排，同時因應拱北口岸旅檢大廳進行裝修工程需要關閉，導致關閘邊檢大樓暫停通關，直至2022年8月5日06:00恢復通關。[1][2][3][4][5][6]為分流青茂口岸通關人士，由2022年8月3日18:00起，102路線臨時開設，於青茂口岸澳門邊檢大樓對面的市政署苗圃（規劃中的青茂口岸廣場地塊）內設置臨時站，命名為“青茂口岸臨時站”。[7][8][9][10][11][12][13][14]

- 2022年8月5日起，因應關閘邊檢大樓於06:00起恢復通關，102路線停止運作，“青茂口岸臨時站”同時停用。[15][16]

### “青茂／白朗古”站時期
- 2024年10月19日，為舒緩及分流牧場街總站，以及周邊公共巴士停泊需求及壓力，本站設立，9A路線總站調整至本站。[17][18]

## 設施
- 新福利站長室
- 洗手間

## 路線資料

### 總站路線資料
| 新福利 | 9A | 青茂 | ↺ 旅遊塔 | - 台山（鄭觀應公立學校、新城市） - 騎士馬路及三角花園 - 提督馬路（賈梅士商業中心） - 高士德（紅街市、賈伯樂） - 得勝花園 - 塔石體育館 - 水坑尾及八角亭 - 亞馬喇前地 - 南灣（新八佰伴、南灣湖、立法會前地） |

## 使用情況
- 在本站開設初期，有鄰近住宅大廈居民反映站內巴士倒車會發出安全警示聲響，影響住戶作息。交通事務局表示在收到相關投訴已作即時跟進，調整站內巴士運作及泊位安排，避免巴士倒車而發出聲響。[19]

## 鄰近站點

### 公共巴士
M4 鄭觀應公立學校（Escola Oficial Zheng Guanying）
路線：9A、16、16S、18、25B、29、34
M5 街總社區服務大樓（União G. das Associações dos Moradores）
路線：9、25B
M20 青洲坊總站（Bairro da Ilha Verde / Terminal）
路線：5X、16、16S、30、34
M67 青茂口岸（Posto Fronteiriço Qingmao）
路線：9A、29、51A、61、MT4

### 輕軌
- █  東線及 █  西線青洲站（規劃中）

## 外部連結
- 新福利官方網站 （繁體中文） （页面存档备份，存于）